# Scotorythra megalophylla
The Kona Giant Looper Moth (Scotorythra megalophylla) là một loài bướm đêm in the Geometridae. Nó là loài đặc hữu của Hawaii.
This species had an expanse of about three inches, và was (excluding the Sphingidae) the largest endemic moth in Hawaii.

## Hình ảnh

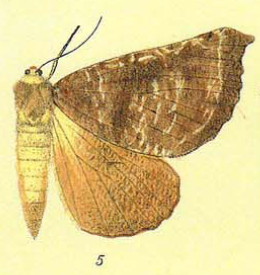